# Варка
Ва́рка (варе́ние) — один из самых распространённых видов термической обработки пищевых продуктов путём нагревания в кипящей жидкости (например, в воде, молоке, бульоне) или в атмосфере насыщенного пара.
Варка пищи людьми сыграла большую роль в подготовке и развитии земледелия, так как ей первоначально, преимущественно, подвергалась, растительная пища.

## История
Как способ приготовления пищи человеком, с помощью горячей воды, ва́рка появилась после сухих способов приготовления пищи (жаренье и печенье), но до изобретения огнеупорной посуды. Первоначально пищу варили в догончарных сосудах, бросая в налитую в них воду раскаленные на костре докрасна камни, пока вода в них не закипала. С изобретением человечеством глиняной посуды варка (кипячение) раскалёнными камнями всюду постепенно исчезала. В 1920-е годы во многих местностях (краях, странах) Союза ССР камнями парили капустные кадки.

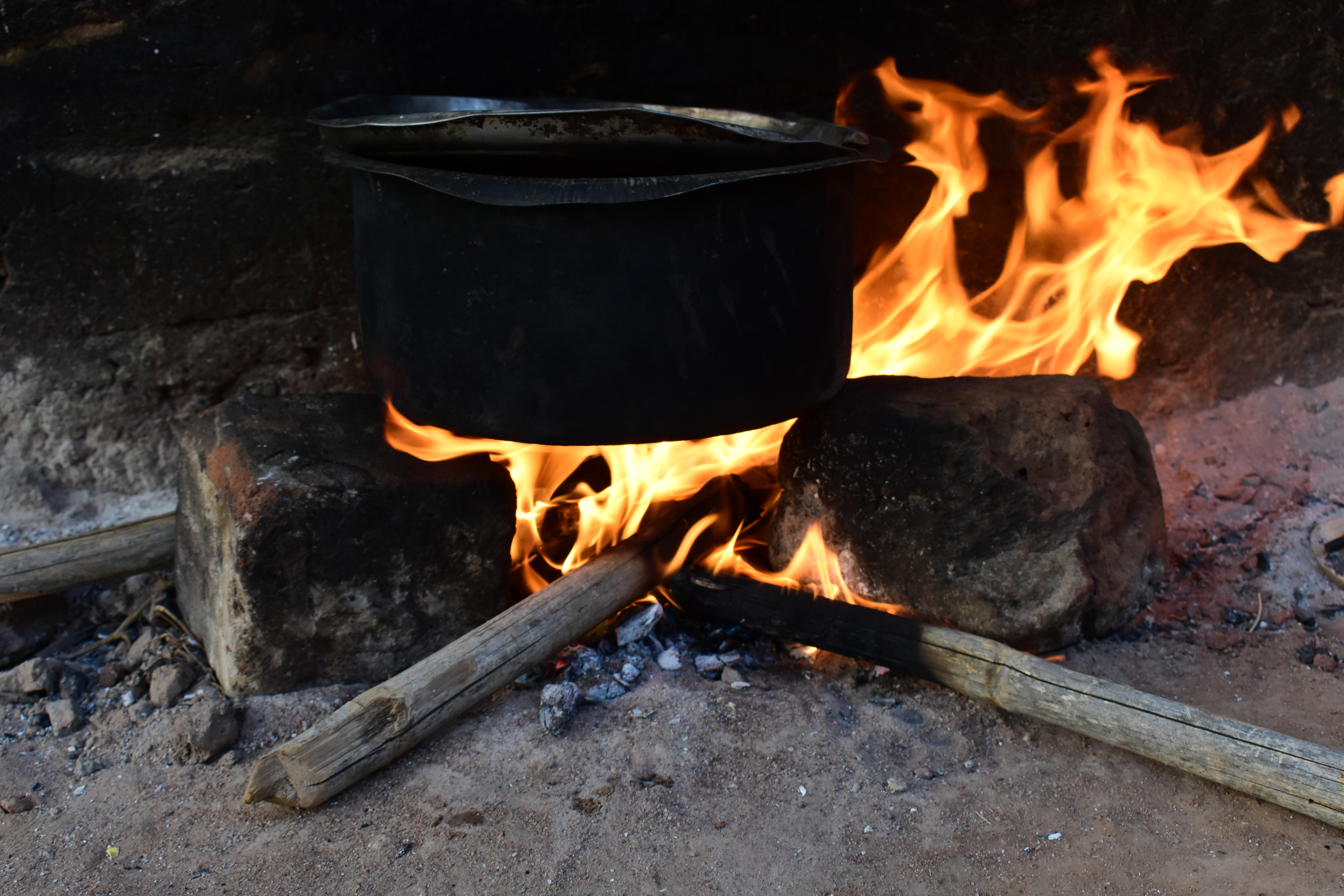
Варка на костре

Л. А. Маслов выделяет несколько способов варки:
- в большом количестве жидкости, покрывающем обрабатываемый продукт (наиболее часто применяемый способ);
- припускание, когда жидкость не полностью покрывает продукт. Припускание производится в посуде с закрытой крышкой, и непокрытые части продукта испытывают воздействие пара;
- тушение — припускание с добавлением приправ;
- припускание «в собственном соку», без добавления жидкости — использует влагу, уже имеющуюся в самом продукте;
- припускание с добавлением масла аналогично приготовлению в собственном соку, но с небольшим добавлением жиров;
- варка паром.

Также ува́ривание — выпаривание на медленном огне лишней жидкости (как припускание «в собственном соку»); обычно, из плодов или ягод; часто в сахаре или меду.
При варке получаются:
- пищевые продукты, которые можно использовать в других блюдах;
- готовые блюда: супы, каши.